# Channel Islands de Californie
 (novembre 2020).
Si vous disposez d'ouvrages ou d'articles de référence ou si vous connaissez des sites web de qualité traitant du thème abordé ici, merci de compléter l'article en donnant les références utiles à sa vérifiabilité et en les liant à la section « Notes et références ».
Les Channel Islands (ou îles du détroit, île Channel) sont un archipel de huit îles situées dans l'océan Pacifique au large de Los Angeles, dans l'État de Californie, aux États-Unis.

## Géographie
L'archipel s'étend sur 257 kilomètres entre les îles de San Miguel au nord-ouest et San Clemente au sud-est. Sa superficie totale est de 910 km2. Il est subdivisé en deux groupes de quatre îles :
| Île                  | Superficie (km2) | Population | Comté         |
| -------------------- | ---------------- | ---------- | ------------- |
| Îles septentrionales |                  |            |               |
| San Miguel           | 37,74            | 0          | Santa Barbara |
| Santa Rosa           | 215,27           | 2          | Santa Barbara |
| Santa Cruz           | 249,95           | 2          | Santa Barbara |
| Anacapa              | 2,95             | 3          | Ventura       |
| Îles méridionales    |                  |            |               |
| San Nicolas          | 58,93            | 0          | Ventura       |
| Santa Barbara        | 2,63             | 0          | Santa Barbara |
| Santa Catalina       | 194,19           | 3 764      | Los Angeles   |
| San Clemente         | 147,13           | 0          | Los Angeles   |
| Channel Islands      | 908,79           | 3 771      |               |

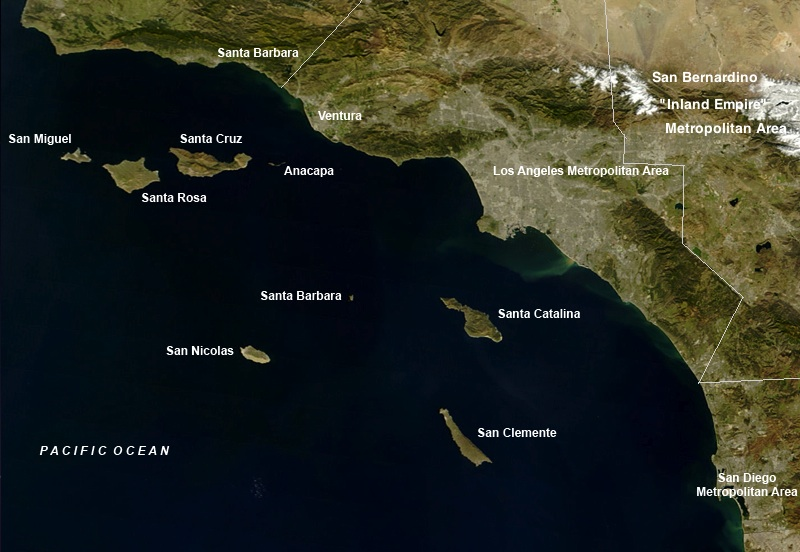
Photo satellite de l'archipel.

- Les îles septentrionales (en anglais Northern Channel Islands), au nord-ouest : ce groupe d'îles est assez resserré, sur un axe est-ouest, face à la côte californienne dont il est séparé par le détroit de Santa Barbara. Lors de la dernière glaciation, ces quatre îles  ne formaient qu'une seule masse de terre nommée « Santa Rosae ».
- Les îles méridionales (en anglais Southern Channel Islands), au sud-est : ce second groupe est plus dispersé. Le détroit de San Pedro sépare la côte urbaine de Los Angeles de l'île la plus proche, Santa Catalina.

## Histoire
Les îles étaient d'abord habitées par les indiens Chumash, grands navigateurs.
L'Archipel et les rochers escarpés des Îles Farallon en face de la Californie, non comprises dans le traité de Guadalupe Hidalgo, signé le 2 février 1848, et par lequel le Mexique cède un immense territoire aux États-Unis, représentent une potentielle dispute territoriale entre les deux pays.

## Administration
Les huit îles sont administrées par trois comtés de Californie différents :
- le comté de Santa Barbara (San Miguel, Santa Cruz, Santa Rosa et Santa Barbara) ;
- le comté de Ventura (Anacapa et San Nicolas) ;
- le comté de Los Angeles (San Clemente et Santa Catalina).

La marine contrôle complètement les îles San Nicolas et San Clemente. Santa Catalina est la seule île de l'archipel qui possède des habitations permanentes, la cité balnéaire d'Avalon.

## Faune et flore
De nombreuses espèces de plantes et d'animaux sont endémiques de ces îles, où l'on peut noter l'existence de sous-espèces uniques, telles le Renard gris insulaire ou la sous-espèce obscura du Tohi à calotte fauve qui n'existe plus que sur les deux îles Santa Cruz et Anacapa.
Parmi la flore endémique, on trouve Lyonothamnus floribundus.
San Miguel, Santa Rosa, Santa Cruz, Anacapa et Santa Barbara forment le sanctuaire marin national des Channel Islands depuis 1980.
Elles ont abrité le Mammouth nain.